# Linh Vũ
Linh Vũ (tiếng Trung: 灵武市, Hán Việt: Linh Vũ thị) là một thành phố cấp huyện thuộc địa cấp thị Ngân Xuyên, Khu tự trị dân tộc Hồi Ninh Hạ, Cộng hòa Nhân dân Trung Hoa.

## Lịch sử
Thời kỳ Tần Thủy Hoàng, ông cho xây đắp thành tại đây để phòng ngừa quân Hung Nô. Năm 191 TCN, tại đây kiến lập thành thị. Là trung tâm kinh tế, chính trị của vùng sa mạc Gobi.
Đến thời kỳ Bắc Ngụy, Tùy, địa vị của thành này tăng lên, là nơi đóng quân của Linh Vũ lộ hành quân đại tổng quản.
Thời nhà Đường, An Lộc Sơn phản loạn, Trường An sụp đổ, Đường Túc Tông (唐肃宗) lên ngôi tại Linh Châu.
Thời kỳ trị vì của Tống Thái Tông, thủ lĩnh của người Đảng Hạng là Lý Kế Thiên chiếm giữ Linh Châu, sau này lập ra nhà nước Tây Hạ độc lập.